# 2719 Сучжоу
2719 Сучжоу (2719 Suzhou) — астероїд головного поясу, відкритий 22 вересня 1965 року.
Тіссеранів параметр щодо Юпітера — 3,665.
Названо на честь міста Сучжоу (КНР).